# Алан Пол
Алан Марк Пол англ. Alan Mark Poul (народ. 1 травня, 1954 ) американський продюсер, продюсер телебачення та режисер.

## Біографія та кар'єра
Алан Пол американський режисер, брав участь у багатьох роботах, був режисером у багатьох серіалах. Найбільш відомий за режисуру фільму компанії CBS Films романтичну комедію Запасний план, оригінальна назва якого План Б.

## Роботи
| Фільм - Чорний дощ (фільм) (1989) - Кендімен (1992) - Inside Out (1992) - Woman on Top (2000) - Запасний план (2010) Телебачення - Tales of the City (1993) - My So-Called Life (1994–1995) - Til There Was You (1997) - More Tales of the City (1998) - Six Feet Under (2001–2005) - Further Tales of the City (2001) - Swingtown (2008) | - Клієнт завжди мертвий (2001) 4 епізоди: - епізод 2.10 «The Secret» (2002) - епізод 3.04 «Nobody Sleeps» (2003) - епізод 4.05 «That's My Dog» (2004) - епізод 5.04 «Time Flies» (2005) - Рим (серіал) (2005), 2 епізоди: - епізод 1.06 «Egeria», (2005) - епізод 2.03 «These Being the Words of Marcus Tullius Cicero» (2007) - Велике кохання (телесеріал) (2006) 2 епізоди: - епізод 1.11 «Where There's A Will», (2006) - епізод 2.03 «Reunion» (2007) - Swingtown (2008) 4 епізоди: - епізод 1.01 «Pilot», (2008) - епізод 1.02 «Love Will Find a Way», (2008) - епізод 1.08 «Puzzlerama», (2008) - епізод 1.13 «Take It To The Limit», (2008) |